# Svenska Akademiens ordlista

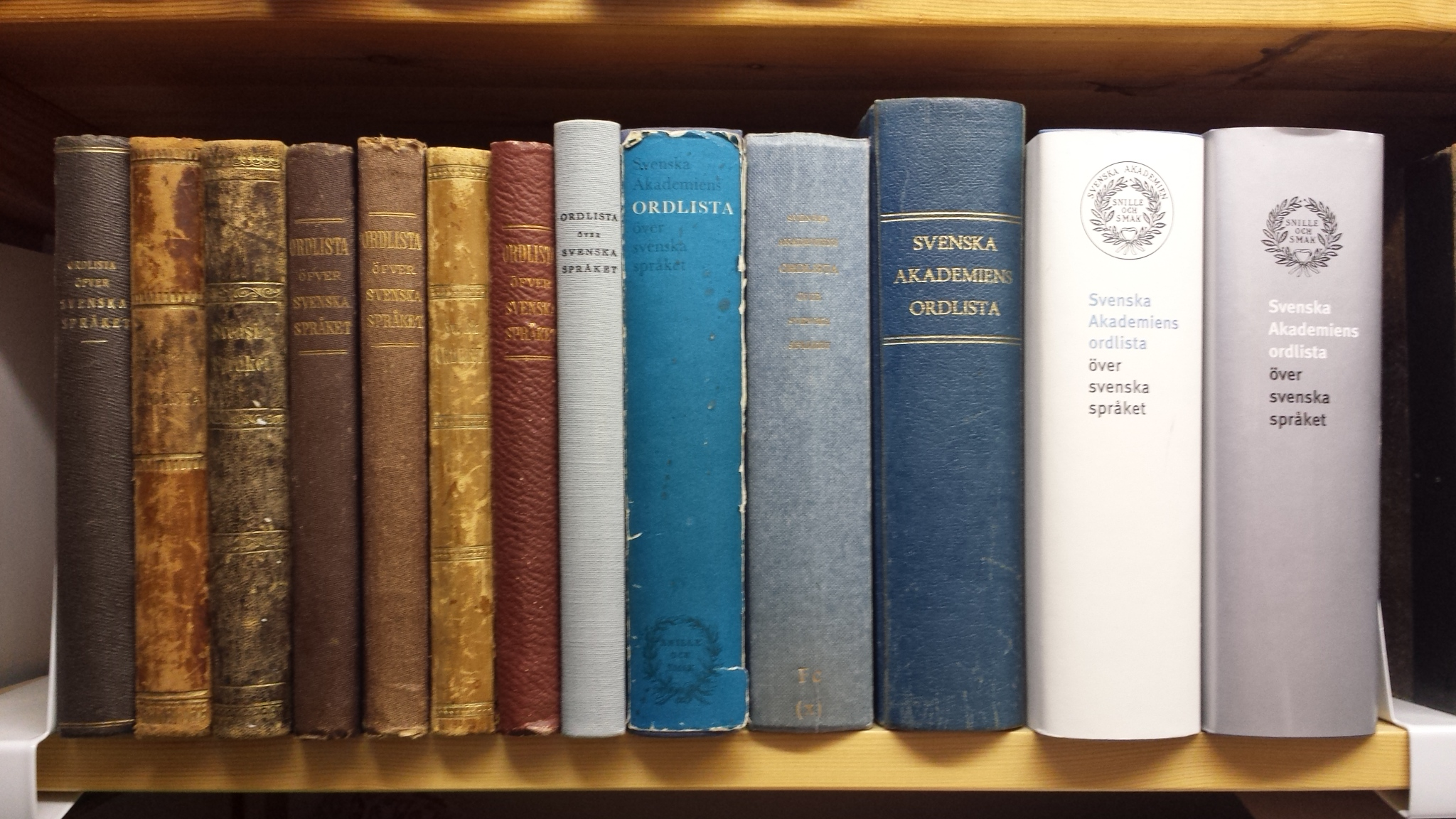
Las trece primeras ediciones de Svenska Akademiens ordlista

El vocabulario ortográfico de la Academia Sueca - en sueco Svenska Akademiens ordlista över svenska språket, también conocido como SAOL, es un diccionario ortográfico publicado cada cierto tiempo por la Academia Sueca.
Se trata de un volumen único que se considera el árbitro final de la ortografía del sueco. Tradicionalmente lleva el lema de la Academia Sueca, Snille och Smak ("Talento y gusto"), en su cubierta de tela azul.
Cada vez que se publica una nueva edición, surgen animadas discusiones sobre las entradas nuevas y modificadas en todo el país. En algunos casos, la Academia se ha adelantado a su tiempo y ha tenido que volver a cambiar las entradas a la ortografía anterior. El caso más conocido es el de Jos - zumo.  En 2015 se publicó la decimocuarta edición (que contiene 126 000 entradas).

## Historia
La historia del SAOL es la historia de la ortografía de la lengua sueca. Mientras que la ortografía sueca era un asunto totalmente personal en la Edad Media católica, su estandarización gradual (conocida como sueco moderno) comenzó en 1526 con la traducción del Nuevo Testamento de la Biblia (Biblia de Gustav Vasa), como parte de la reforma luterana. La edición fue revisada en 1703, conocida como la Biblia sueca de Carlos XII. La Academia Sueca se fundó en 1786 con la tarea de cuidar la literatura y la lengua suecas, incluyendo la publicación de un gran diccionario. La ortografía evolucionó lentamente en el siglo XVIII y se basó en gran medida en la etimología: por ejemplo, debido a su relación histórica con el inglés heart y el alemán Herz, hjärta se deletreaba hjerta en sueco aunque se pronunciara pronunciación en sueco: /ˈjæ̂ʈːa/; la palabra para "mujer" (ahora kvinna) se deletreaba qvinna, similar a la inglesa queen; En 1801, la Academia publicó una ortografía oficial (Carl Gustaf af Leopold, Afhandling om svenska stafsättet, 266 páginas). Una versión más corta para las escuelas fue publicada por Carl Jonas Love Almqvist, Svensk Rättstafnings-Lära en 1829.
Ya en la década de 1750 se habían alzado voces para adoptar la ortografía a la pronunciación, pero esto no tuvo eco en la Academia, de mentalidad conservadora. En 1842, la escuela pública pasó a ser obligatoria en Suecia por ley y la influencia de los maestros de escuela aumentó, al igual que la presión para reformar la ortografía sueca. Los reformistas más radicales querían eliminar todas las letras mudas y cambiar las restantes por un subconjunto más pequeño del alfabeto. Rasmus Rask (1787-1832) y su seguidor Niels Matthias Petersen (1791-1862) encabezaron un movimiento de reforma similar para el danés, que en esa época era la lengua escrita también en Noruega. En 1869 se reunió en Estocolmo un congreso ortográfico panescandinavo (Nordiska rättstavningsmötet). El secretario de la sección sueca fue Artur Hazelius, que en 1871 publicó las actas del congreso. A la Academia no le gustó, y como contramedida Johan Erik Rydqvist (1800-1877) publicó la primera edición de SAOL en 1874, basada en la ortografía de la obra de Leopold de 1801. Le siguió una segunda edición en el mismo año y otras nuevas en 1875, 1880 y la quinta edición en 1883, sin muchos cambios. 
En 1898, los profesores de las escuelas empezaron a firmar peticiones masivas para que se produjera una nueva reforma. En 1903, la asociación de profesores de escuelas públicas suecas (Sveriges allmänna folkskollärarförening) solicitó al gobierno que "ya no se considerara incorrecto" (ej. måtte betraktas som fel) escribir TT en lugar de DT y V en lugar de F, FV y HV. Más asociaciones se sumaron a esta petición en 1905. El 7 de abril de 1906, el ministro de Educación, Fridtjuv Berg (1851-1916), firmó una propuesta gubernamental en este sentido, que se presentó en el Parlamento de 1907. Una protesta contra la reforma firmada por 40.000 ciudadanos preocupados fue entregada al gobierno en 1908, pero no tuvo ningún efecto. El liberal Fridtjuv Berg era un antiguo maestro de escuela y uno de los miembros fundadores de la sociedad ortográfica.
La reforma de 1906 fue la más radical de la historia de la ortografía sueca. La ortografía con dt, fv y hv se conoció entonces como "ortografía antigua" (gammalstavning). La nueva ortografía se adoptó en las escuelas a partir de 1907. Se utilizó a partir de la primera edición del libro de texto de geografía de Selma Lagerlöf, Nils Holgerssons underbara resa genom Sverige (1906, Las maravillosas aventuras de Nils). Las actas del Parlamento sueco adoptaron la nueva ortografía a partir del año 1913. Tras interminables discusiones a lo largo del siglo XIX, en 1917 se adoptó finalmente una nueva traducción de la Biblia sueca con la nueva ortografía. La mayor enciclopedia impresa de Suecia de todos los tiempos, la 2.ª edición de Nordisk familjebok, se inició en 1904 y utilizó la ortografía antigua en los 38 volúmenes hasta 1926. La Academia introdujo la nueva ortografía en la 8.ª edición de SAOL en 1923. La 9.ª edición apareció en 1950. 
Desde el principio de los tiempos, la W se consideraba en sueco un mero adorno de la V. En la tipografía sueca, la letra negra (fraktur) utilizaba la W, mientras que la antiqua utilizaba la V. Con la estandarización ortográfica y la reforma de la ortografía, la W se abandonó, excepto en algunos nombres propios y en algunos préstamos como whisky, wobbler (también escrito visky y vobbler), whist y wienerbröd. En los diccionarios y guías telefónicas suecas, la V y la W se han clasificado como una sola letra. En la 13.ª edición de SAOL, en 2006, la Academia rompió con esta tradición y clasificó la W como una letra propia. Este cambio fue provocado por una nueva afluencia de palabras de préstamo como webb ("World Wide Web").